# Senna suarezensis
Senna suarezensis är en ärtväxtart som först beskrevs av René Paul Raymond Capuron, och fick sitt nu gällande namn av Du Puy. Senna suarezensis ingår i släktet sennor, och familjen ärtväxter. Inga underarter finns listade i Catalogue of Life.